# Krzyż Żelazny
Krzyż Żelazny (niem. Eisernes Kreuz, EK) – pruskie, potem niemieckie odznaczenie wojskowe nadawane za męstwo na polu walki, a także za sukcesy dowódcze.

## Historia

### 1813

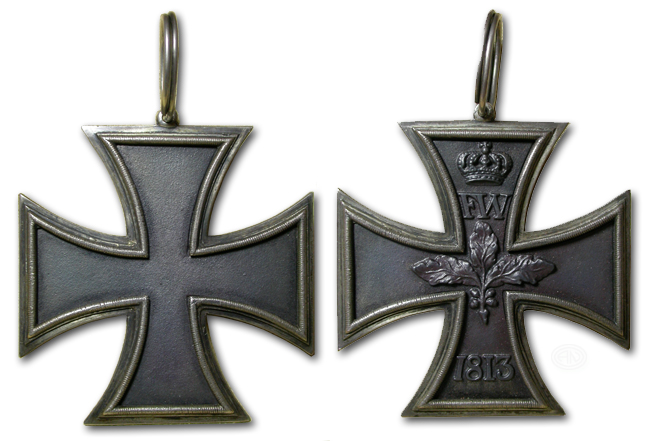
Krzyż Żelazny (1813)

Ustanowione we Wrocławiu 10 marca 1813 r. przez króla Prus Fryderyka Wilhelma III podczas wojen napoleońskich. Monarcha pruski chcąc podtrzymać zapał, jaki wybuchł w społeczeństwie w czasie rozprawy z Francją, postanowił stworzyć nowe odznaczenie – egalitarne, mające zastąpić dotychczasowe elitarne ordery królewskie przeznaczone tylko dla szlachty. Pierwsze odznaczenie zostało wręczone 21 kwietnia 1813 r. Karlowi Augustowi Ferdinandowi von Borcke.
Kształt orderu zaprojektował znany niemiecki architekt doby neoklasycyzmu, Karl Friedrich Schinkel, na podstawie pisemnego zlecenia i rysunku otrzymanego od króla – krzyż wykonany był z czarnego żeliwa z posrebrzanymi krawędziami. Nazwa i materiał miały nawiązywać do popularnego wówczas określenia – żelaznych czasów. Jego kształt Schinkel zaczerpnął z krzyża teutońskiego, będącego symbolem Krzyżaków – zmieniono tylko proporcję, aby krzyż wpisywał się w plan kwadratu lub pola i tak czarny krzyż łaciński z białą obwódką, od tego momentu stał się bardzo ważnym elementem w historii Królestwa Prus, Cesarstwa Niemieckiego i Niemiec ogółem.
Pierwsze odznaczenia odlewane były w Królewskiej Odlewni Żeliwa w Gliwicach.
Awers orderu pozbawiony był symboli, natomiast na rewersie umieszczono pęk liści dębu (starogermański symbol męstwa i odwagi) oraz litery „FW” (Friedrich Wilhelm”). Na dolnym ramieniu umieszczono datę 1813, a na górnym pruska korona królewska. W praktyce przyjęto noszenie odznaczenia na odwrotnej stronie – rewers stał się stroną główną. Odznaczenie posiadało trzy klasy: Krzyż Wielki, I klasę, II klasę.
Pomiędzy kwietniem 1813 a marcem 1814 roku przyznano 6639 Krzyży II klasy, a po bitwie pod Kulm dla sojuszników – Rosjan – ustanowiono bardzo podobne odznaczenie, znane jako Krzyż Kulmski, w Rosji błędnie zwane „Odznaką Honorową Żelaznego Krzyża”. Ogólnie do 1817 r., kiedy skończyło się rozpatrywanie wniosków przyznano 16 tys. Krzyży Żelaznych (w tym dla marszałka Gebharda Leberechta von Blüchera nowo wprowadzoną specjalną kategorię – zwaną później Gwiazdą Krzyża Żelaznego), lecz wydano jedynie nieco ponad 9 tys. Ze względów oszczędnościowych wprowadzono praktykę utrzymywania stałej liczby odznaczeń, a kolejni uprawnieni dostawali swoje dopiero po śmierci któregoś z nagrodzonych poprzednio. Przepisy złagodzono dopiero w latach 30. XIX wieku, a ostatnie Krzyże wręczono w 1839 r., a więc w ćwierć wieku po kampaniach napoleońskich.
W latach 40. XIX wieku uhonorowani Krzyżem Żelaznym otrzymali prawo do specjalnej emerytury – była to nowość w Królestwie Prus.

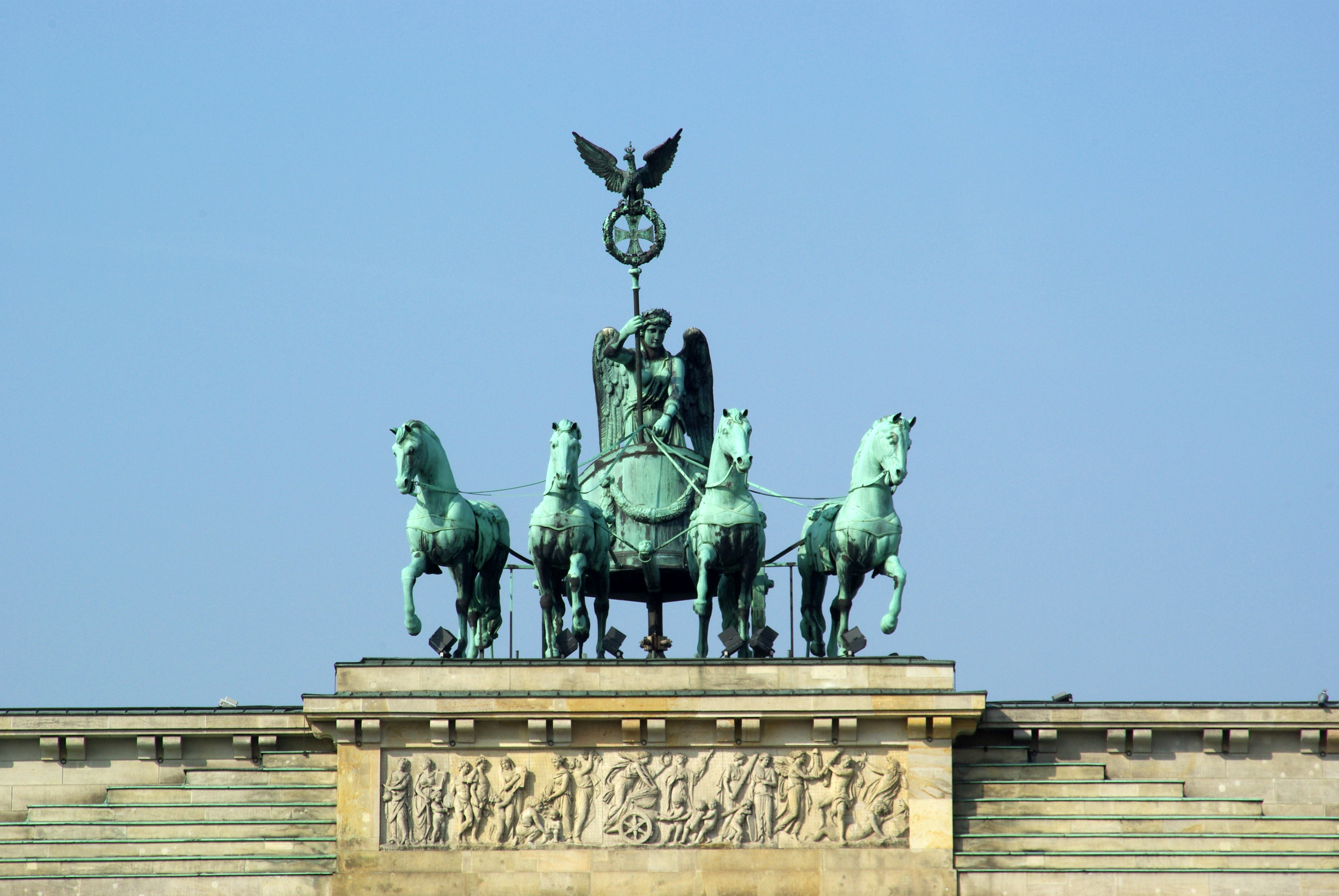
Kwadryga Bramy Brandenburskiej z motywem Krzyża Żelaznego

Symbol Krzyża Żelaznego znajduje się w kwadrydze nad Bramą Brandenburską w Berlinie. Po pokonaniu Napoleona Bonaparte, którego wojska wcześniej (1806 r.) tę zdobycz wojenną wywiozły do Paryża, przywieziono ją do Berlina (1814 r.) i zamontowano ponownie. Odzyskaną po rozbiciu Wielkiej Armii Napoleona rzeźbę kwadrygi autorstwa Johanna Gottfrieda Schadowa, przedstawiającą alegorię zwycięstwa niosącego pokój, uosabianą przez boginię Wiktorię, udekorowano umieszczając wewnątrz wieńca dębowego (zamienionego za wieniec laurowy) wizerunek tego orderu wojennego. Po przegranej III Rzeszy w II wojnie światowej Brama Brandenburska znalazła się w radzieckim sektorze Berlina. Władze NRD po restauracji zniszczonej w czasie wojny kwadrygi usunęły Eiserne Kreuz i Orła Pruskiego z wieńca trzymanego przez Wiktorię powożącą kwadrygą. Wizerunek Krzyża i Orła przywrócono po zjednoczeniu Niemiec w XX w.

### 1870

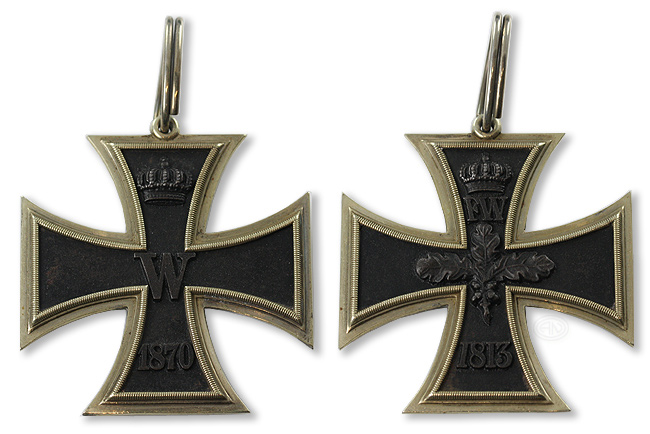
Krzyż Żelazny (1870)

Odznaczenie reaktywował Wilhelm I w 1870 r., po sukcesach niemieckich wojsk m.in. Królewskiej Armii Pruskiej w wojnie z Francją. Zmieniono detale: awers – pojawiła się data 1870, zamiast FW litera W, inicjał imienia cesarza Wilhelma, rewers – wizerunek detali awersu z wersji 1813 roku. Liczba wręczanych EK w wersji z 1870 nie była ograniczona. Na okoliczność dwudziestopięciolecia kapitulacji Francji, rocznicy zwycięskiej bitwy pod Sedanem cesarz niemiecki Wilhelm II wydał przepis, wg którego wstążkę orderową EK II klasy dekorowano srebrnym okuciem z trzema liśćmi dębu oraz liczbą 25. Wręczono je w 2 września 1895 r. w Sedantag.

### 1914
Po raz drugi reaktywowano Krzyż Żelazny w czasie I wojny światowej. Na początku, 5 sierpnia 1914 r. order odnowił Wilhelm II. Zmieniono datę na 1914, usankcjonowano również zwyczaj noszenia na kurtce mundurowej wstążki zamiast odznaczenia II klasy. Pozostawiono je jedynie na mundurze galowym. Pojawiły się również nieregulaminowe naszywki Krzyża II klasy, z których żołnierze chętnie korzystali, gdyż oryginalne ordery były ciężkie i przypięcie ich wymagało przedziurawienia munduru.
Krzyże masowo przyznawano też sojusznikom – dużym prestiżem cieszyły się m.in. w polskich Legionach. Ogólnie podczas Wielkiej Wojny przyznano ponad 5 mln Krzyży II klasy i 288 tys. klasy I. Mimo dużej liczby wnioski o jego przyznanie weryfikowano bardzo starannie. Pojawiły się również tzw. podwójne nadania – odznaczeni z 1870 r., którzy ponownie zasłużyli na to odznaczenie, mieli prawo do specjalnego okucia na wstążkę. Takich odznaczonych było, według różnych źródeł, od 1500 do 1800. Krzyż Wielki nadano 5 razy – m.in. otrzymał go cesarz niemiecki Wilhelm II, natomiast marszałek Paul von Hindenburg został odznaczony Gwiazdą Krzyża Żelaznego. W okresie I wojny światowej odznaczeni Krzyżem Żelaznym obywatele sojuszniczych Austro-Węgier nosili go na wstążce składanej tak jak w odznaczeniach austro-węgierskich, tj. w trójkąt.

### 1939

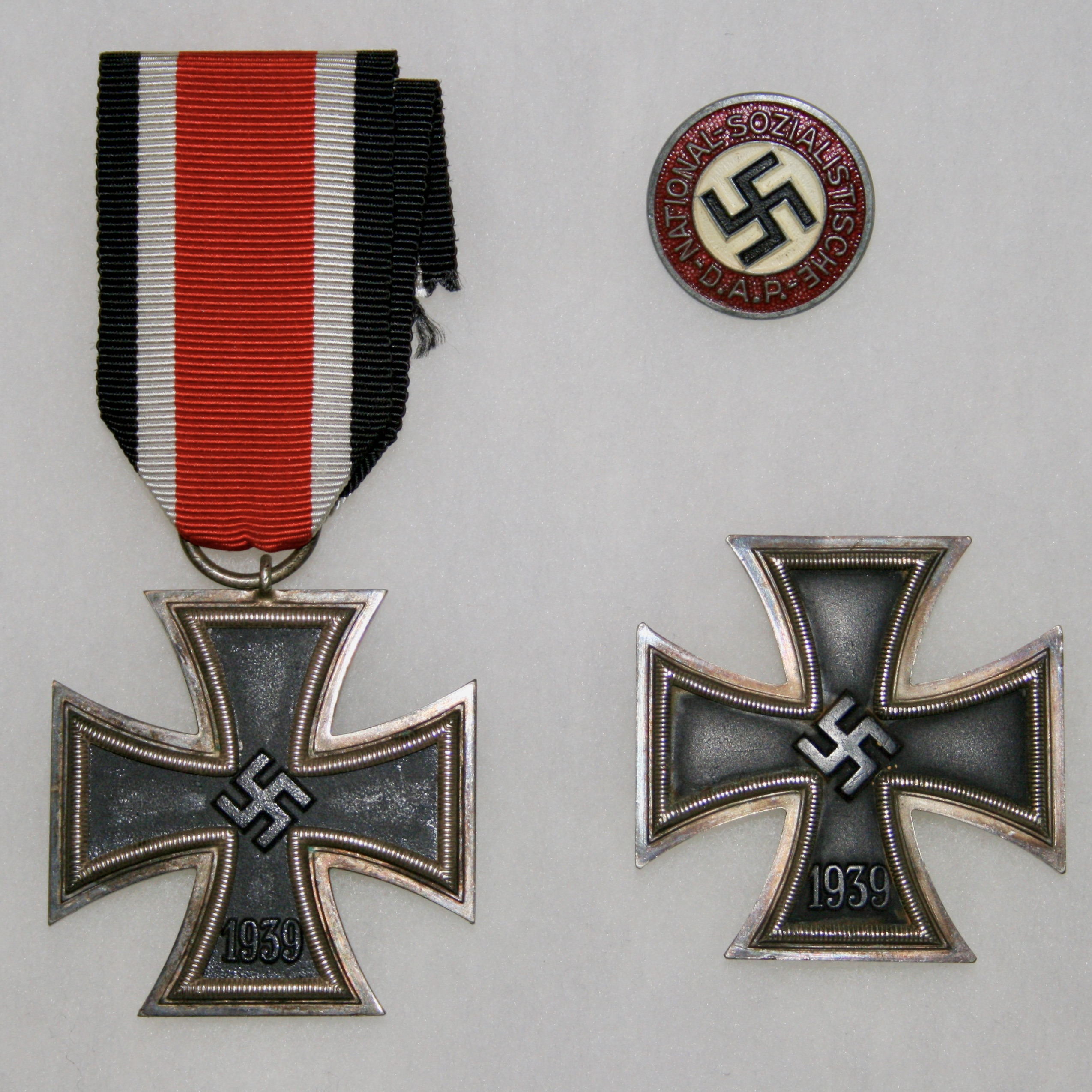
Krzyż Żelazny I i II Klasy (1939)

Adolf Hitler odnowił Krzyż Żelazny po ataku na Polskę w 1939 r. Zmieniono detale na krzyżu: w awersie zniesiono monarszą koronę i inicjał monarchy, zamiast niego, na przecięciu ramion krzyża dodając swastykę, symbol kierowanego przez NSDAP państwa. W dolnym ramieniu krzyża wstawiono 1939, rok kolejnego przywrócenia odznaczenia. Rewers wersji krzyża z 1939 r. pozbawiono symboliki jaka była na awersie powołanego przez Fryderyka Wilhelma III pierwowzoru, poza datą powołania odznaczenia. Zmianie uległa także kolorystyka wstążki. Barwy Królestwa Prus zamieniono na barwy związane z flagą nazistowskiego państwa (Hakenkreuzfahne). 
Jako klasy pośrednie między Żelaznym Krzyżem I klasy a Wielkim Krzyżem Krzyża Żelaznego, wprowadzono podczas wojny pięć klas Krzyża Rycerskiego Krzyża Żelaznego (opisanych dokładniej w osobnym haśle). W czasie II wojny światowej Krzyż Żelazny II klasy nadano ok. 2 mln osób. W czasie powstania warszawskiego, ze zdobytych krzyży przez zamocowanie na rewersie monety 1 zł wz. 1929 z Kotwicą i datą wybitą na piersi orła wytwarzany był Krzyż Powstania Warszawskiego.

#### Wiederholungsspange

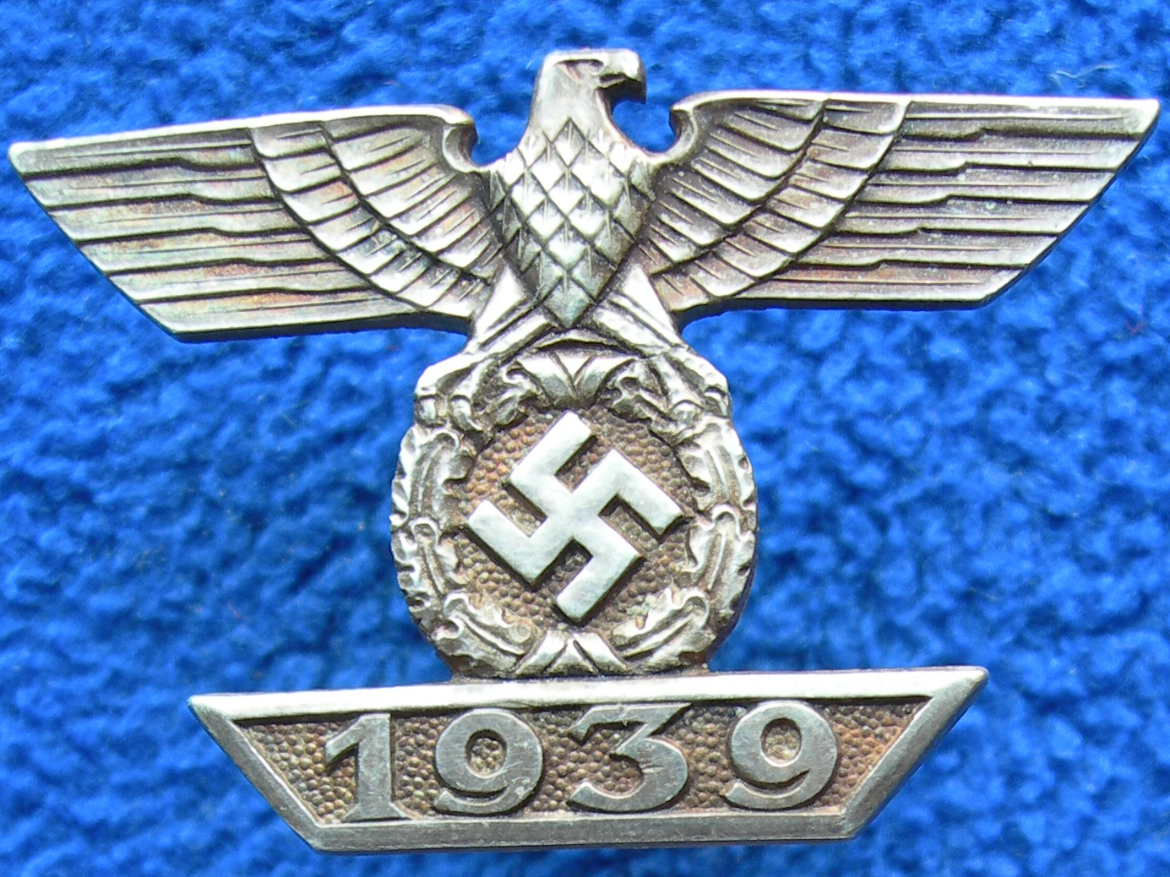
Okucie (1939)

Żołnierze odznaczeni Krzyżem Żelaznym podczas I wojny światowej, za akty męstwa kwalifikujące się do ponownego odznaczenia, otrzymywali okucie ponownego nadania (Wiederholungsspange) przedstawiające orła III Rzeszy (w formie dla Wehrmachtu, tj. z głową zwróconą w lewo) opartego na trapezowej belce z datą 1939. Okucie mocowano na wstążce Krzyża II klasy, a także bezpośrednio na Krzyżu I klasy.

### 1957

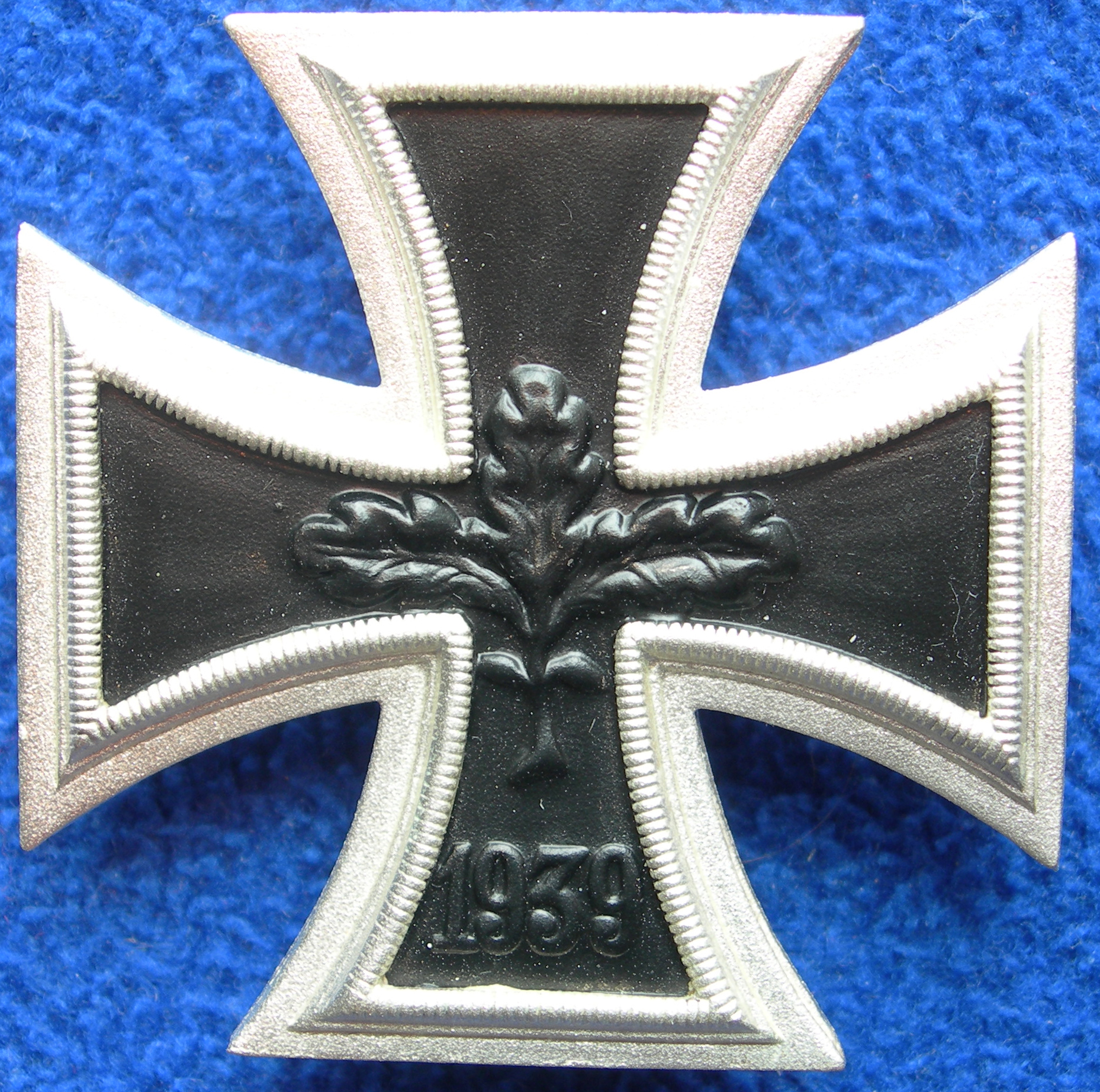
Krzyż Żelazny I klasy w wersji zastępczej (1957)

Po roku 1945 Krzyż Żelazny został usunięty z wachlarza odznaczeń niemieckich. Od 26 lipca 1957 r. prawo RFN zabrania noszenia odznaczeń zawierających symbolikę związaną z Narodowosocjalistyczną Niemiecką Partią Robotników oraz reguluje kwestię odznaczeń zastępczych nie posiadających znaku swastyki (na EK w miejscu swastyki pojawiły się liście dębu). Stylizowany wizerunek Krzyża Żelaznego został przyjęty jako symbol Bundeswehry.
Od 1957 r. do dziś, w obecnej kolejności starszeństwa niemieckich odznaczeń, „Krzyż Żelazny 1914” zajmuje trzecie miejsce za Medalem za Ratowanie Życia na Wstędze. Na czwartym miejscu umieszczono „Krzyż Żelazny 1939”, po którym nosi się wszystkie pozostałe ordery i odznaczenia nadane podczas I wojny światowej wg kolejności nadania.

## Klasy

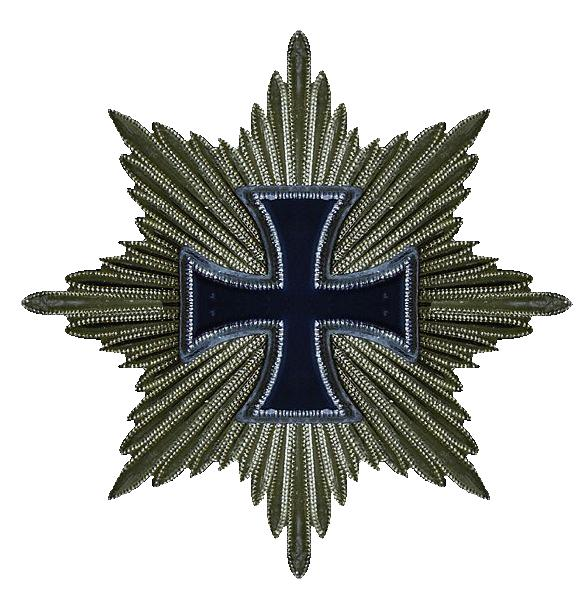
Gwiazda Krzyża Żelaznego (1813)
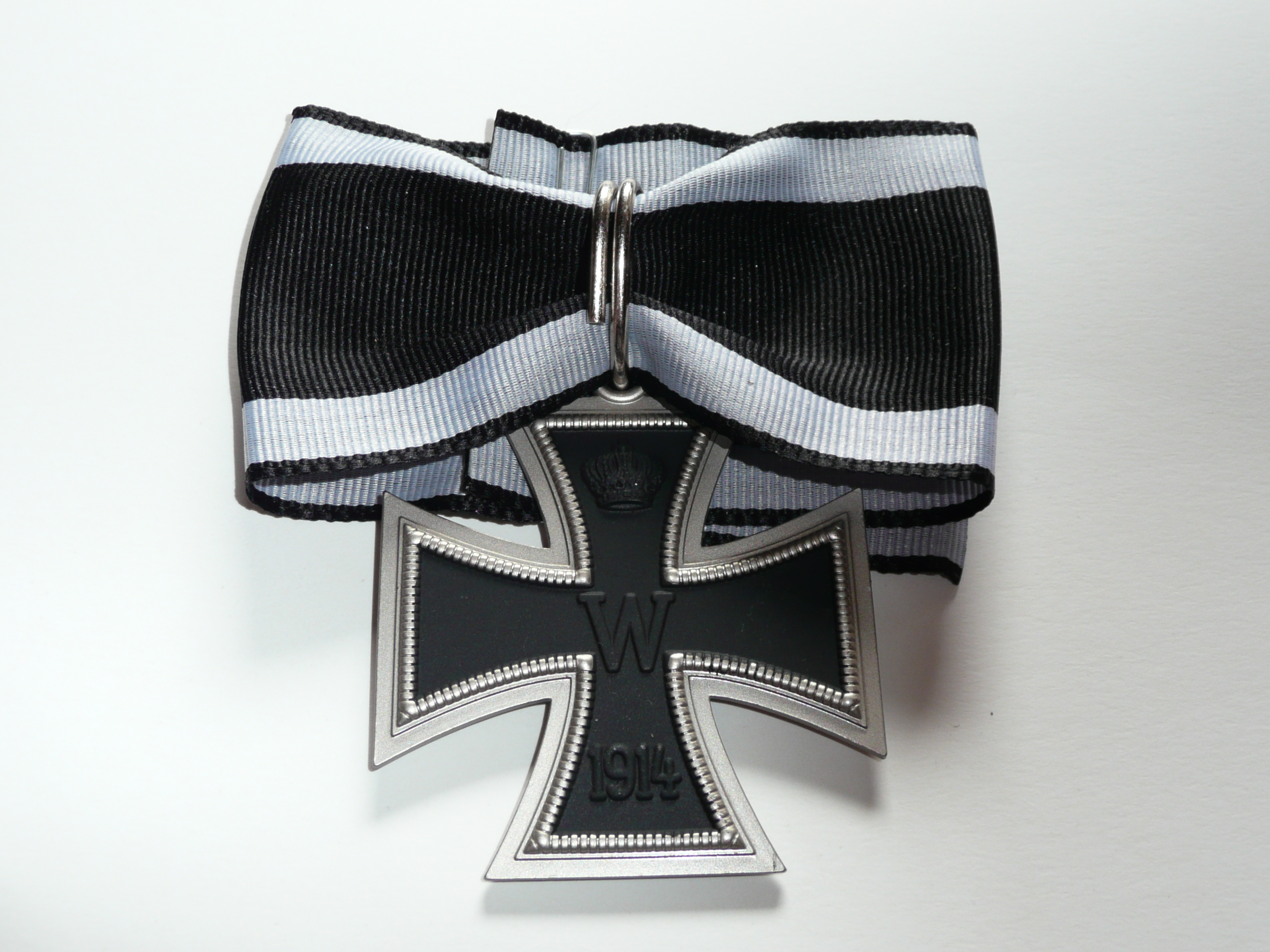
Krzyż Wielki Krzyża Żelaznego (1914)[a]
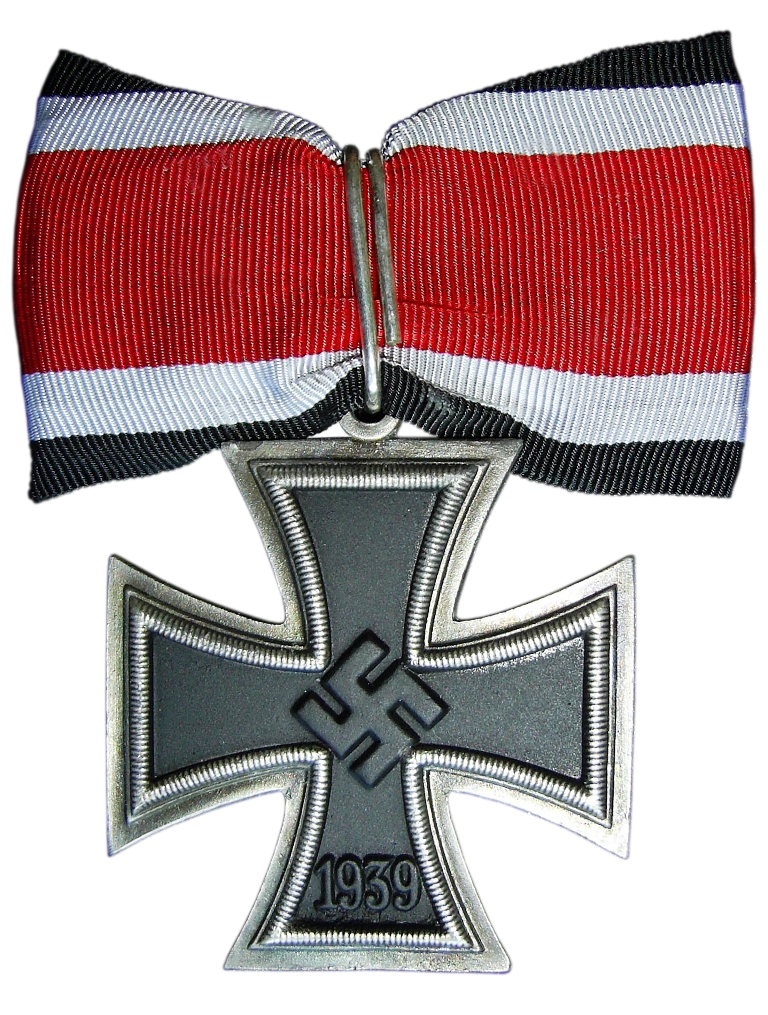
Krzyż Rycerski Krzyża Żelaznego (1939)
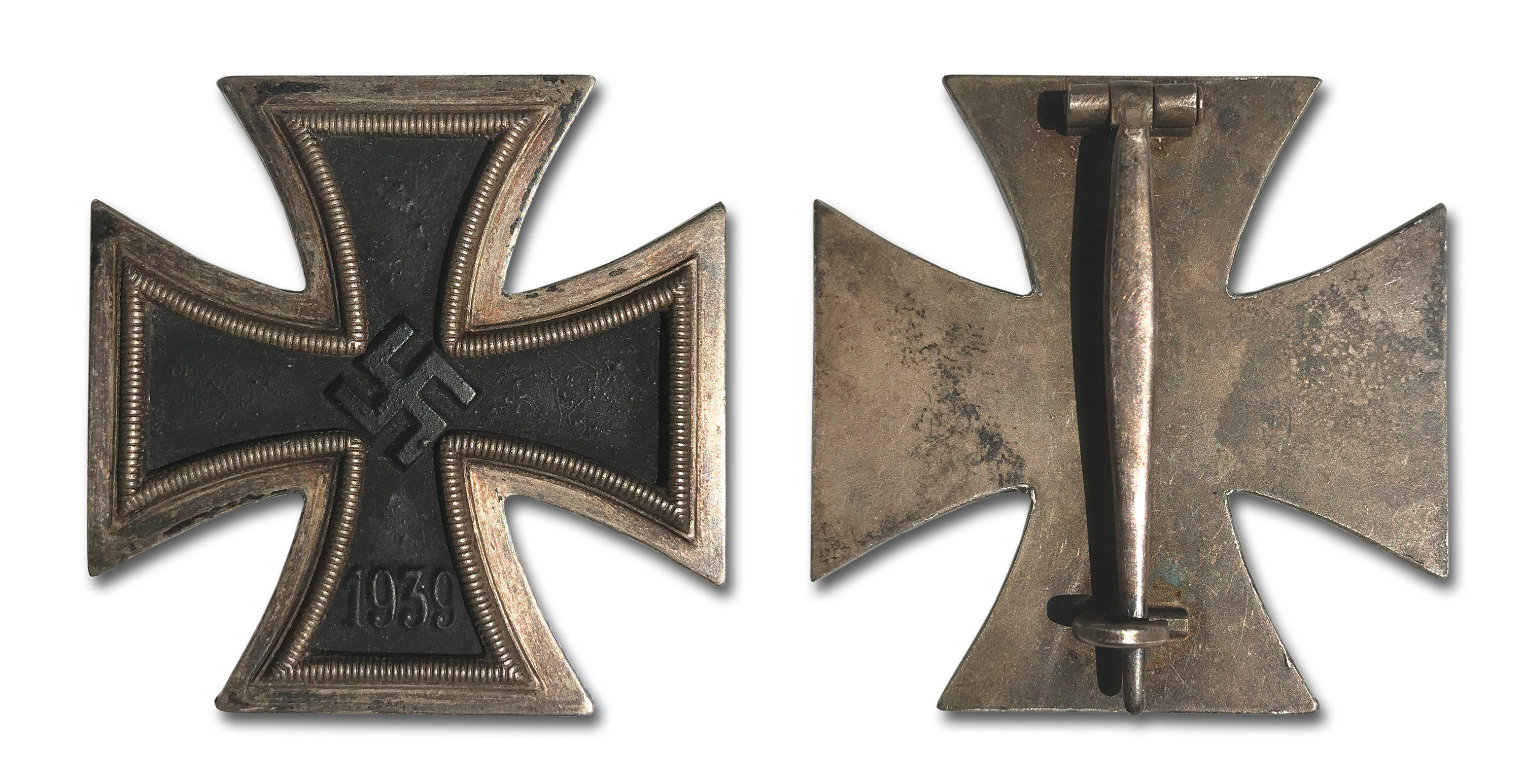
Krzyż Żelazny I klasy (1939)
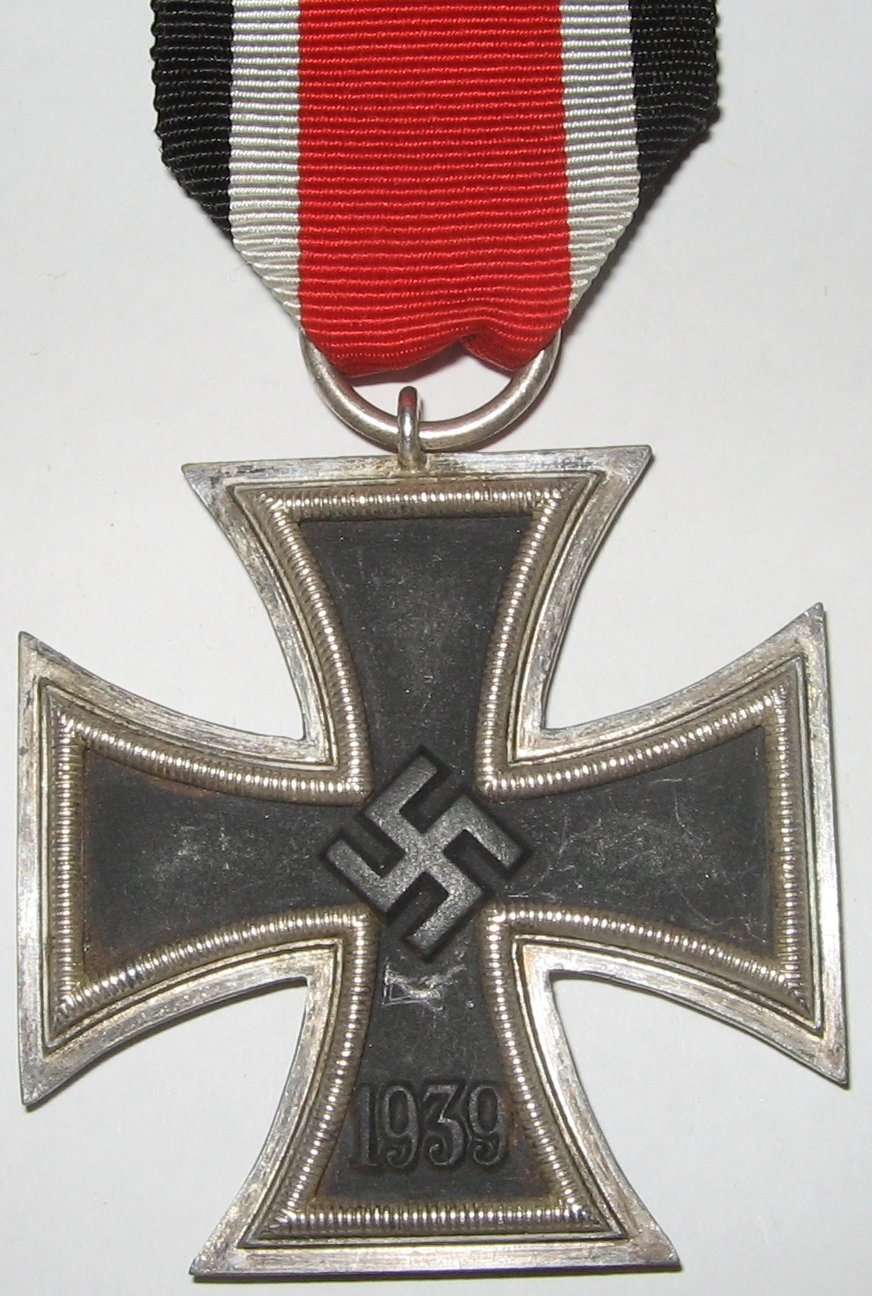
Krzyż Żelazny II klasy (1939)

### 1813–1918
1. Gwiazda Krzyża Żelaznego (Blücherstern). Jedynymi odznaczonymi byli Blücher i Hindenburg.
2. Krzyż Wielki Krzyża Żelaznego (Großkreuz des Eisernen Kreuzes).
3. Krzyż Żelazny I klasy (Eisernes Kreuz I Klasse).
4. Krzyż Żelazny II klasy (Eisernes Kreuz II Klasse).

### 1939
1. Krzyż Wielki Krzyża Żelaznego (Großkreuz des Eisernen Kreuzes). Jedynym odznaczonym był Hermann Göring.
2. Krzyż Rycerski Krzyża Żelaznego ze Złotymi Liśćmi Dębu, Mieczami i Brylantami (Ritterkreuz des Eisernen Kreuzes mit dem Goldenen Eichenlaub mit Schwertern und Brillanten). Jedynym odznaczonym był Hans-Ulrich Rudel.
3. Krzyż Rycerski Krzyża Żelaznego z Liśćmi Dębu, Mieczami i Brylantami (Ritterkreuz des Eisernen Kreuzes mit Eichenlaub mit Schwertern und Brillanten). Nadany 27 razy.
4. Krzyż Rycerski Krzyża Żelaznego z Liśćmi Dębu i Mieczami (Ritterkreuz des Eisernen Kreuzes mit Eichenlaub und Schwertern). Nadany 160 razy, w tym jednemu cudzoziemcowi (adm. Isoroku Yamamoto – pośmiertnie).
5. Krzyż Rycerski Krzyża Żelaznego z Liśćmi Dębu (Ritterkreuz des Eisernen Kreuzes mit Eichenlaub). Nadany 883 razy.
6. Krzyż Rycerski Krzyża Żelaznego (Ritterkreuz des Eisernen Kreuzes). Nadany 7313 razy.
7. Krzyż Żelazny I klasy (Eisernes Kreuz I Klasse). Nadany według różnych źródeł od 300 tysięcy do 450 tysięcy razy.
8. Krzyż Żelazny II klasy (Eisernes Kreuz II Klasse). Nadany według różnych źródeł od 2,3 mln do 3 mln razy.

## Baretki
- Od 1813 do 1918
  - Baretka przysługiwała jedynie II Klasie Krzyża – czarna z dwoma białymi paskami. Jednakże taka wstążka – tzw. "wojenna" (kriegsbande) przysługiwała wojennym wariantom niemal wszystkich ówczesnych pruskich orderów i odznaczeń. Udokumentowane są przypadki stosowania baretek z nałożoną miniaturką Krzyża Żelaznego. Dodatkowo istniała również wersja nadawana niewalczącym, tzn. lekarzom, pielęgniarkom itp. ze wstążką (i baretką) o odwróconych barwach (biała z czarnymi paskami). Popularnym był zwyczaj noszenia wstążki Krzyża Żelaznego przeplecionej przez dziurkę od guzika kurtki mundurowej lub płaszcza.
- Od 1939 do 1945
  - Baretka przysługiwała jedynie II Klasie Krzyża – czarna z dwoma białymi paskami z okuciem ponownego nadania nałożonym na nią (dla posiadaczy odznaczenia z lat I wojny, kwalifikującym się do ponownego odznaczenia); czarno-biało-czerwono-biało-czarna dla nowych nadań. Nadal (zamiast typowej baretki) powszechnym był zwyczaj przeplatania wstążki przez dziurkę od guzika.
- Po 1957
  - Ustanowiono zdenazyfikowane baretki dla II klasy (gładka wstążka o barwach z 1939) i I klasy (z miniaturką krzyża – z liśćmi dębu w miejscu swastyki – nałożoną na wstążkę). Dopuszczone było noszenie baretek obu posiadanych klas Krzyża Żelaznego. Dla posiadaczy I i II klasy Krzyża z lat I wojny światowej (z ewentualnymi okuciami ponownego nadania 1939) ustanowiono odpowiednie baretki (czarne z białymi paskami) i miniaturki.

## Krzyż honorowy Bundeswehry za Waleczność (2008)

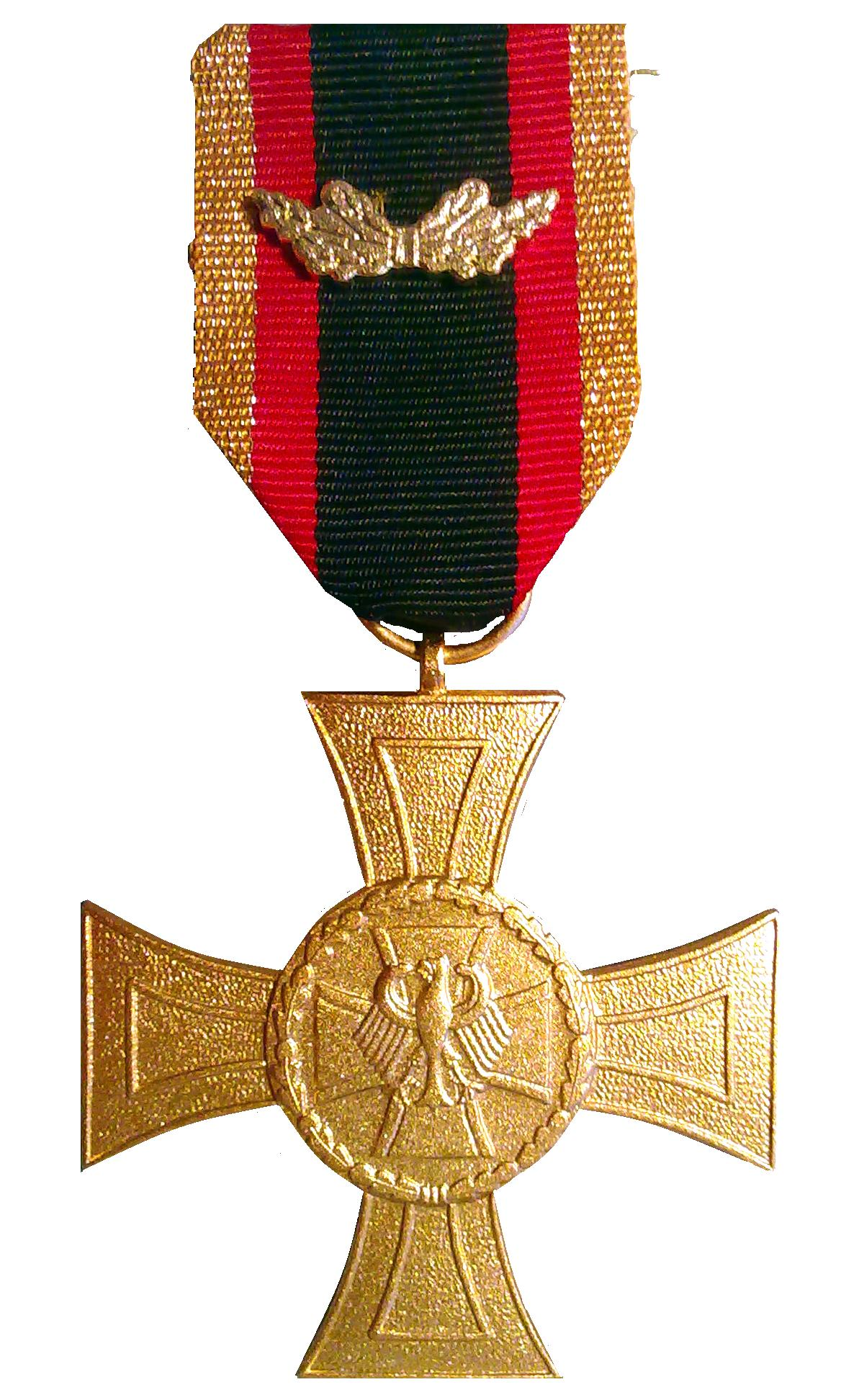
Krzyż Honorowy Bundeswehry za Waleczność

W przeciwieństwie do swoich partnerów z NATO przez wiele lat Niemcy nie nadawali żadnych odznaczeń za odwagę na polu walki.
Po uczestnictwie niemieckich wojsk w misjach NATO i ONZ zaczęła się dyskusja o ponownym wprowadzeniu odznaczeń dla zasłużonych na polu walki. Przeciwnicy ponownego wprowadzenia Krzyża Żelaznego mówią o asocjacji krzyża z nazistowskim reżimem. Zwolennicy twierdzą, że oprócz tej karty historii Krzyż Żelazny ma długą i chlubną tradycję.
Przy dyskusji czy Krzyż Żelazny ma powrócić czy nie, opinie były różne, jednak ostatecznie nie przywrócono Krzyża Żelaznego. Prezydent RFN Horst Köhler stwierdził: Odznaczenie za odwagę – tak, Żelazny Krzyż – nie. Według niego z odznaczeniem tym wiązało się za dużo zbrodni.
W sierpniu 2008 roku, odpowiednik Krzyża Żelaznego został przywrócony pod nazwą Krzyża honorowego Bundeswehry za Waleczność (niem. Ehrenkreuz der Bundeswehr für Tapferkeit). Franz Josef Jung, niemiecki minister obrony przedstawił to odznaczenie wskazując, że powstał on w celu docenienia żołnierskiego męstwa podczas misji pokojowych RFN.
Nowy Krzyż za Waleczność jest złotego koloru. Swym kształtem przypomina dawny pruski Order Królewski Korony. Oznaka Krzyża Honorowego za Męstwo jest identyczna z oznaką Krzyża Honorowego Bundeswehry w Złocie, a jedyną różnicę stanowi złote okucie w kształcie dębowych liści, mocowane na wstążce (i baretce).